# Giulio De Stefano
Giulio De Stefano (Castellammare di Stabia, 6 de mayo de 1929-Castellammare di Stabia, 19 de diciembre de 2023) fue un deportista italiano que compitió en vela en la clase Dragon. Participó en los Juegos Olímpicos de Roma 1960, obteniendo una medalla de bronce en la clase Dragon.

## Palmarés internacional
| Juegos Olímpicos | Juegos Olímpicos | Juegos Olímpicos  | Juegos Olímpicos |
| Año              | Lugar            | Medalla           | Clase            |
| ---------------- | ---------------- | ----------------- | ---------------- |
| 1960             | Roma (Italia)    | Medalla de bronce | Dragon           |